# Thorikón (ort i Grekland)
Thorikón (Thoriko) är en ort i Grekland.   Den ligger i prefekturen Nomarchía Anatolikís Attikís och regionen Attika, i den sydöstra delen av landet, 40 km sydost om huvudstaden Aten. Thorikón ligger 7 meter över havet och antalet invånare är 227.
Terrängen runt Thorikón är kuperad västerut, men österut är den platt. Havet är nära Thorikón österut. Närmaste större samhälle är Kalývia Thorikoú, 15,8 km nordväst om Thorikón. Omgivningarna runt Thorikón är i huvudsak ett öppet busklandskap.